# Socijalistička partija (Bosna i Hercegovina)
Socijalistička partija (SP) je parlamentarna politička stranka sa sjedištem u bosanskohercegovačkom entitetu Republika Srpska koja je osnovana 2. srpnja 1993. godine u Banjoj Luci. Trenutačni predsjednik stranke je Petar Đokić.

## Povijest
Socijalistička partija Republike Srpske osnovana je 1993. godine. Tada je imala bliske odnose sa Socijalističkom partijom Srbije Slobodana Miloševića. Godine 1998. godine stranka ulazi u sastav koalicija "Sloga" čiji je član Živko Radišić izabran za člana Predsjedništva Bosne i Hercegovine iz entiteta Republika Srpska. Od samog osnivanja parlamentarna je stranka u Bosni i Hercegovini. 
Od 2004. godine nosi naziv samo Socijalistička partija te svoje političko djelovanje započinje na cijeloj teritoriji Bosne i Hercegovine. Predsjednik stranke je Petar Đokić. Na izborima održanim listopada 2006. godine, Socijalistička partija je osvojila tri mandata u Narodnoj skupštini Republike Srpske.
U međuvremenu je kroz svoje postojanje imala nekoliko turbulentnih razdoblja tijekom kojih su se odvijali žestoki unutarstranački sukobi. Poslije svakog Kongresa partije nezadovoljna struja bi napustila partiju i osnovala novu. Tako je svojevremeno osnovana Demokratska socijalistička partija (DSP) koja se kasnije utopila u Savez nezavisnih socijaldemokrata Milorad Dodik. Također, izdvajanjem iz SP-a nastali su i Narodna demokratska stranka (NDS) i Nova Socijalistička partija (NSP).

## Vanjske poveznice
- Službena stranica